# 변증학

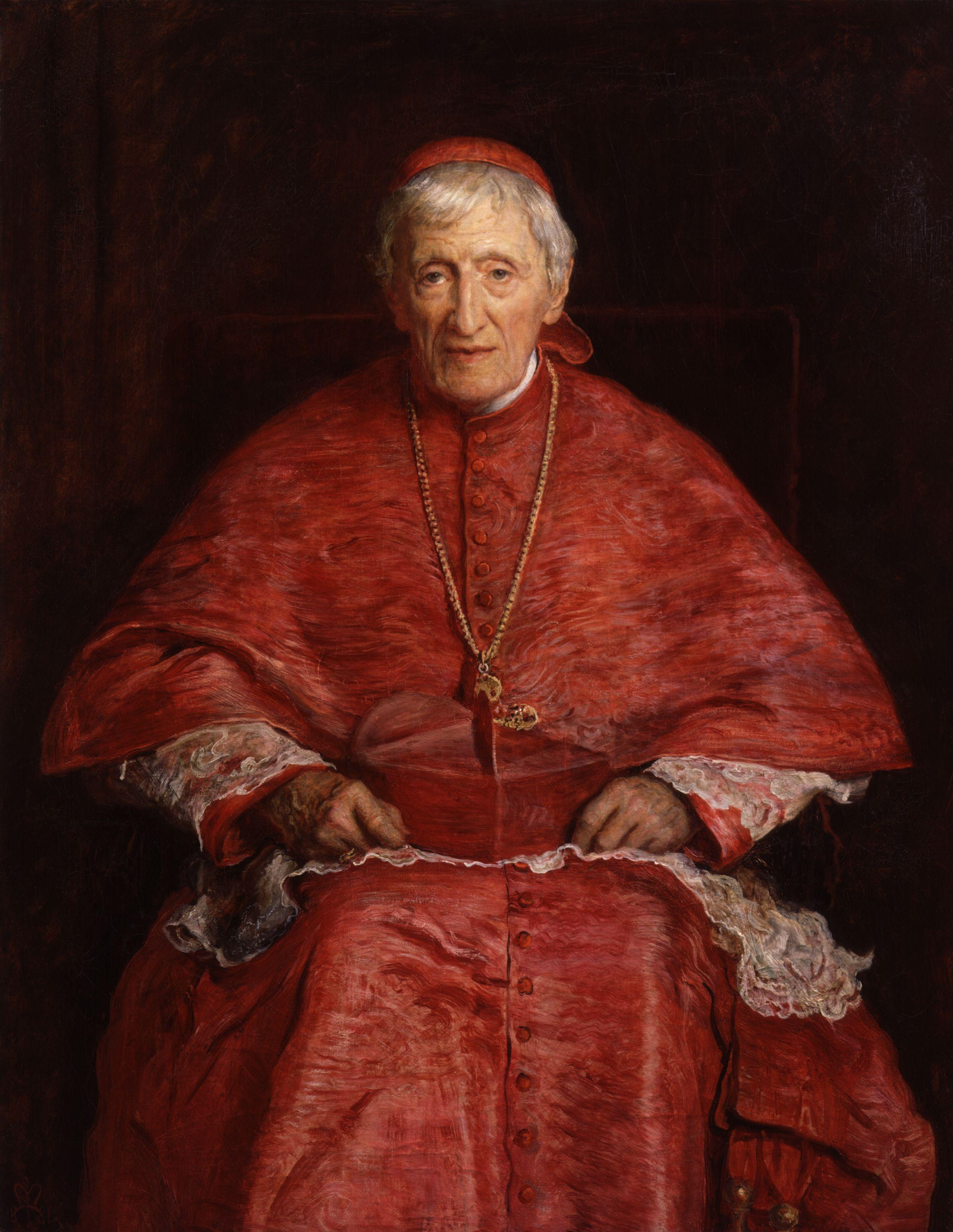

변증학(辯證學, 그리스어: ἀπολογία 아폴로기아[*]; 변호하다) 혹은 변증론(辯證論)은 체계적인 논쟁과 담론을 통하여 종교적 교리를 방어하는 종교적 학문이다. 초기 기독교 시대에 기독교의 신앙을 변증하기 위하여 시작되었다.

## 종교별 변증학

### 기독교
기독교 변증학이란 기독교 사상을 논리적으로 해명하는 작업을 말한다. 기독교 변증론의 대표적 인물로는 1세기 기독교의 선교사요 신학자인 바울이 있다.바울은 변증법, 가정법 등의 수사학과 고대 그리스 문학을 활용하여 자신의 기독교 사상을 해명하였다.

## 같이 보기
- 기독교 변증학
- 조직신학
- 이슬람교 변증론